# Simeon (Biblia)
Simeon (héberül: שִׁמְעוֹן, jelentése: Isten meghallgatott) bibliai személy, Jákob második fia, aki Leától született. Izrael 12 törzse egyikének ősatyja.
Amikor egy helyi törzsfő fia, Sikem elrabolta a húgukat, Dinát, és megerőszakolta, majd feleségül kérte Jákobtól, Simeon haragra lobbant. Testvérével, Lévivel és csapatával együtt lerohanta Sikem törzsét és az egész kánaánita falut kiirtotta. Így állt bosszút a húgán esett sérelemért. Apja elborzadt fiai tettén, attól tartott ugyanis, hogy a környező törzsek megtorolják Simeon és Lévi tettét. Végül erre nem került sor.
Jákob élete végén nem adott áldást rá kegyetlen tette miatt, sőt inkább átkot mondott ki utódai felett.
A fiai: Jemúel, Jámin, Ohad, Jákhin, Cóhár és Saul.

## Simeon törzse
Az izraelita honfoglaláskor Kánaán déli részén kaptak területet letelepedésre, Beér-Seva régiójában. Később beleolvadtak Júda törzsébe.